# Ramón Núñez
Ramón Fernando Núñez Reyes (Tegucigalpa, 1985. november 14. –) hondurasi válogatott labdarúgó.
A hondurasi válogatott tagjaként részt vett a 2008. évi nyári olimpiai játékokon, a 2010-es világbajnokságon és a 2011-es CONCACAF-aranykupán.

## Sikerei, díjai
Olimpia
- Hondurasi bajnok (1): 2007–08